# Heinrich Benedikt Fleischbein

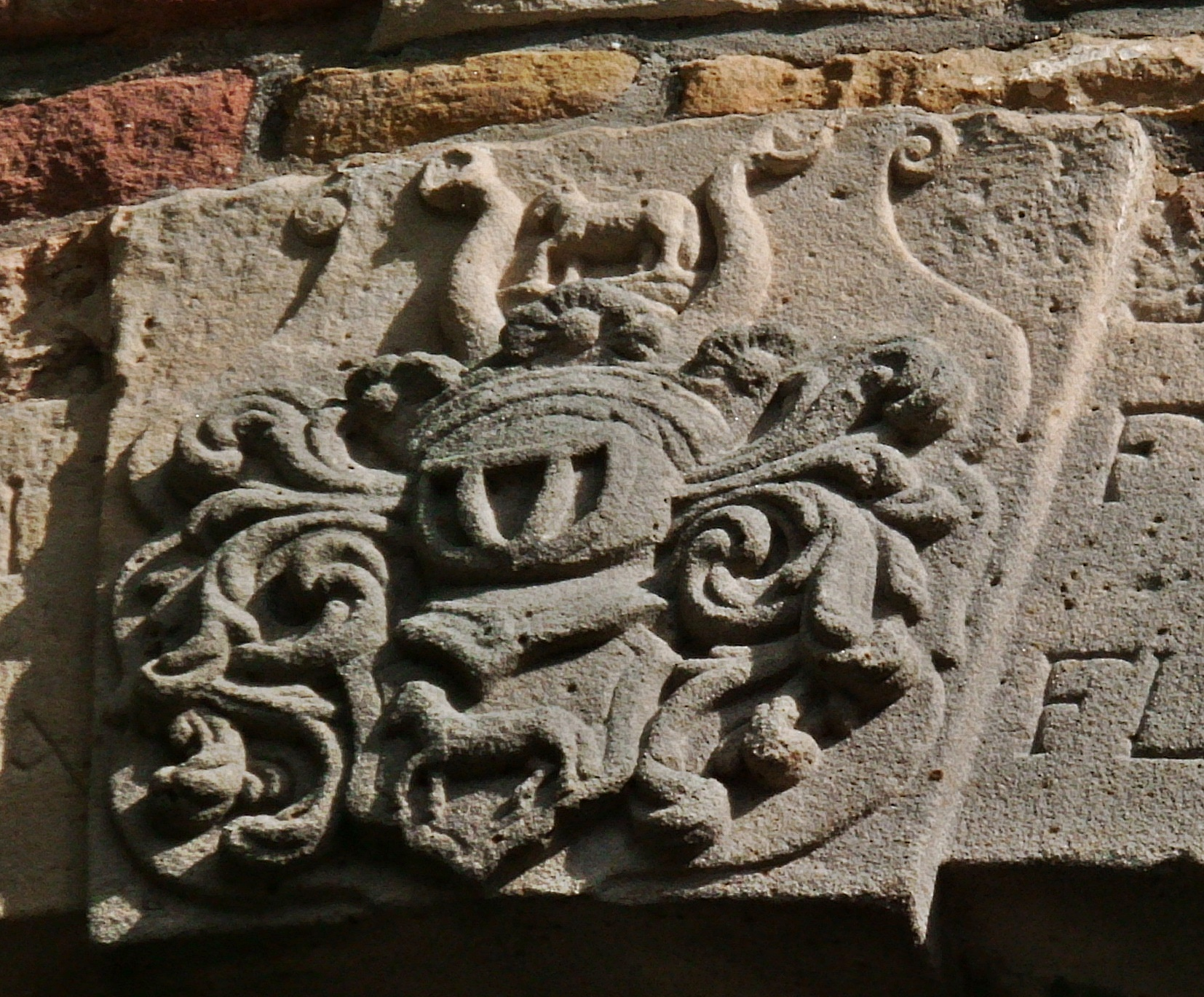
Familienwappen Fleischbein am Elternhaus (1763)

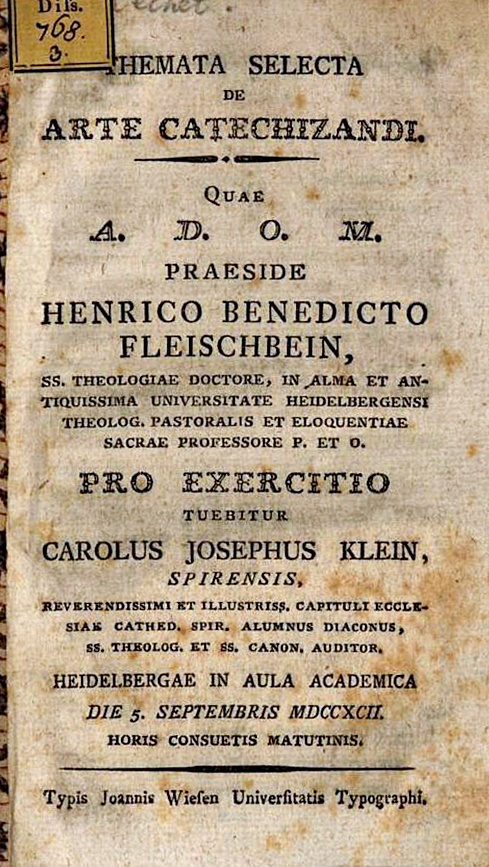
Theologische Diplomarbeit von Karl Klein, Universität Heidelberg, 1792, bei Professor Heinrich Benedikt Fleischbein

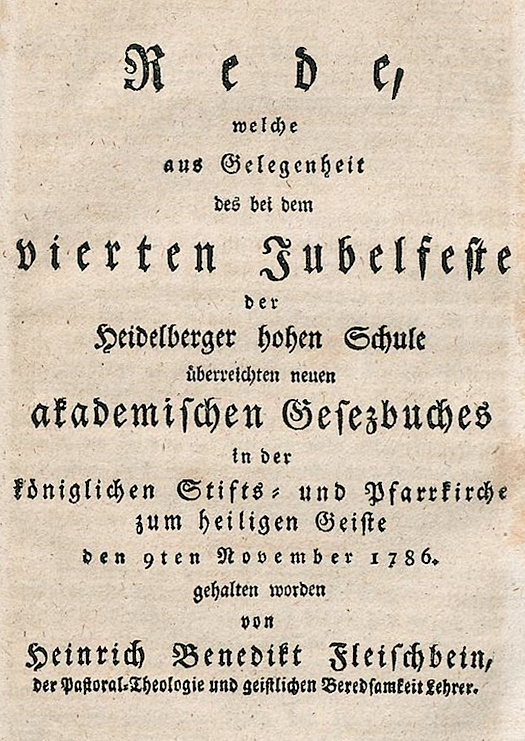
Jubiläumspredigt zum 400-jährigen Bestehen der Universität Heidelberg

Heinrich Benedikt Fleischbein (* 19. September 1747 in Gleisweiler; † 19. Juni 1793 in Heidelberg) war ein katholischer Priester und ordentlicher Professor für Theologie an der Universität Heidelberg.

## Herkunft und Familie
Er wurde geboren als Sohn des Gleisweilerer Schultheißen Simon Fleischbein und seiner Ehefrau Maria Elisabetha geb. Lerg (auch Lerch). Sie bewohnten bzw. erbauten das Anwesen Hauptstraße 7 in Gleisweiler, an dem sich auch ihre Wappeninschrift befindet. Das barocke Friedhofskreuz des Dorfes trägt seitlich des Vaters Todesinschrift, evtl. wurde es von ihm gestiftet. Franz Joseph Fleischbein (1802–1868), der Sohn seines Cousins Heinrich Fleischbein (1753–1814), wanderte nach Amerika aus und wurde ein bekannter Porträtmaler in New Orleans.

## Leben und Wirken
Heinrich Benedikt Fleischbein studierte ab 1763 an der Universität Heidelberg. 1764 erwarb er hier sein Bakkalaureat, 1765 den Titel eines Magister artium. Danach erhielt er die Priesterweihe und unterrichtete an unteren Schulen.
Am 19. Juli 1785 wurde Fleischbein, auf Vorschlag des späteren kurpfälzischen Lazaristensuperiors Pierre Antoine Saligot (1749–1793), ordentlicher Professor für Theologie an der Heidelberger Universität, sowie Prediger an der Heiliggeistkirche. Er lehrte in den Fächern Pastoraltheologie und Sprachfertigkeit. 1786 und 1790 fungierte er als Dekan der Theologischen Fakultät, 1791 als Prodekan. 1786 hielt Heinrich Benedikt Fleischbein die Jubiläumspredigt zum 400-jährigen Bestehen der Hochschule, im gleichen Jahr erhielt er die Würde eines Doctor theologiae. 1791 veröffentlichte er eine Schrift gegen den Franziskaner Eulogius Schneider, der die Staatsumwälzung in Frankreich unterstützte und sich den Jakobinern anschloss  („Des Herrn Eulogius Schneider Irrthümer und Gefährlichkeiten in der Rede von der Übereinstimmung des Evangeliums mit der neuen Staatsverfassung der Franken“). Der Priester Karl Klein (1769–1824) legte bei ihm 1792 sein  theologisches Diplom ab.
Fleischbein starb 1793 in Heidelberg, mit nur 45 Jahren. Vermutlich wurde er Opfer der damals kriegsbedingt herrschenden Fleckfieberepidemie, welcher zahlreiche Kurpfälzer zum Opfer fielen, darunter auch sein Förderer Pater Saligot und andere Heidelberger Persönlichkeiten. In seinem Heimatort Gleisweiler hatte er schon 1787 eine Stiftung für arme Kinder fundiert. Seit 1776 zählte er zu den Mitgliedern des Heidelberger Pactum Marianum, der Sterbebruderschaft der ehemaligen Jesuiten-Sodalen.

## Galerie

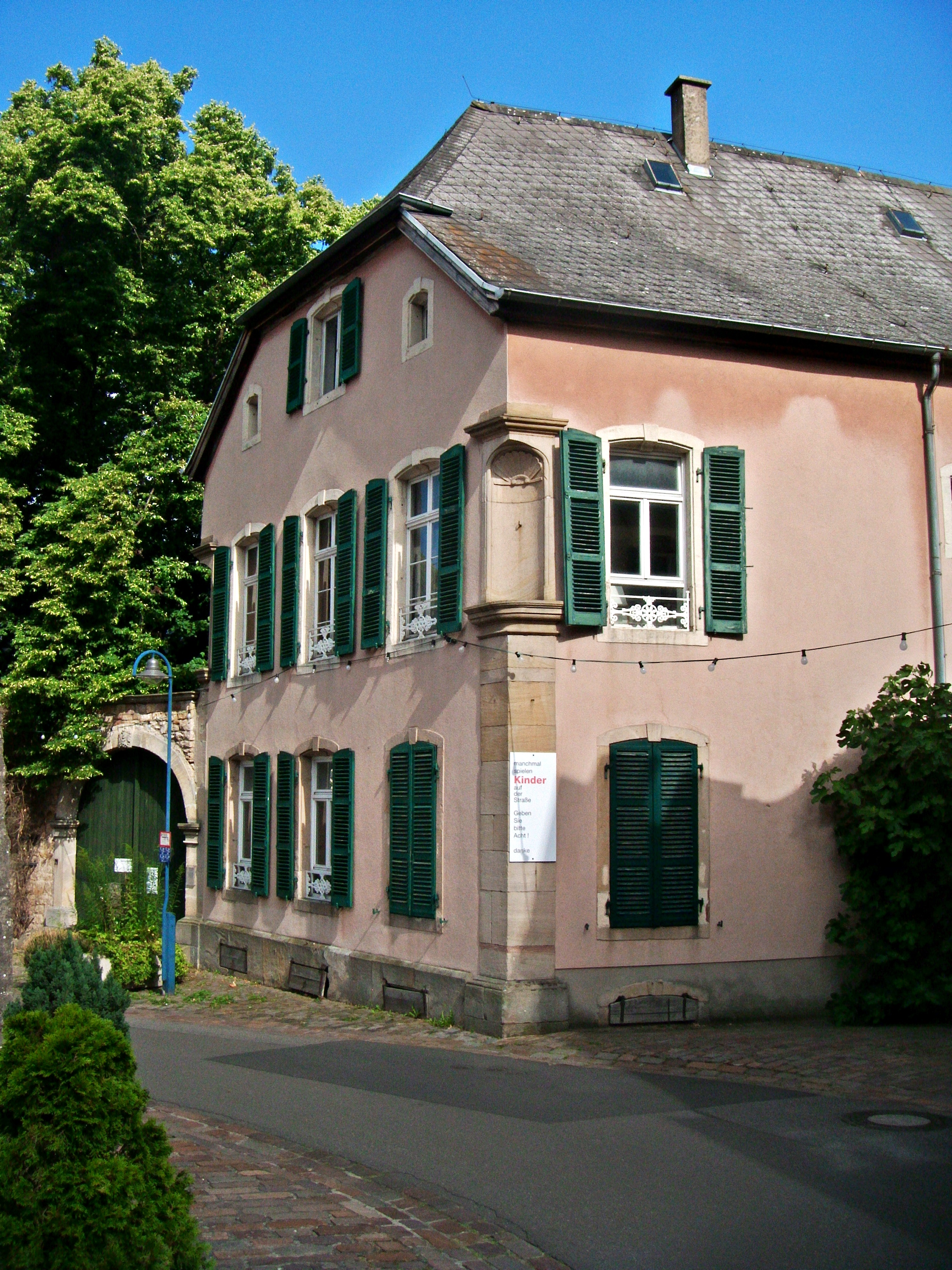
Elternhaus (Simonshof), Gleisweiler, Hauptstr. 7
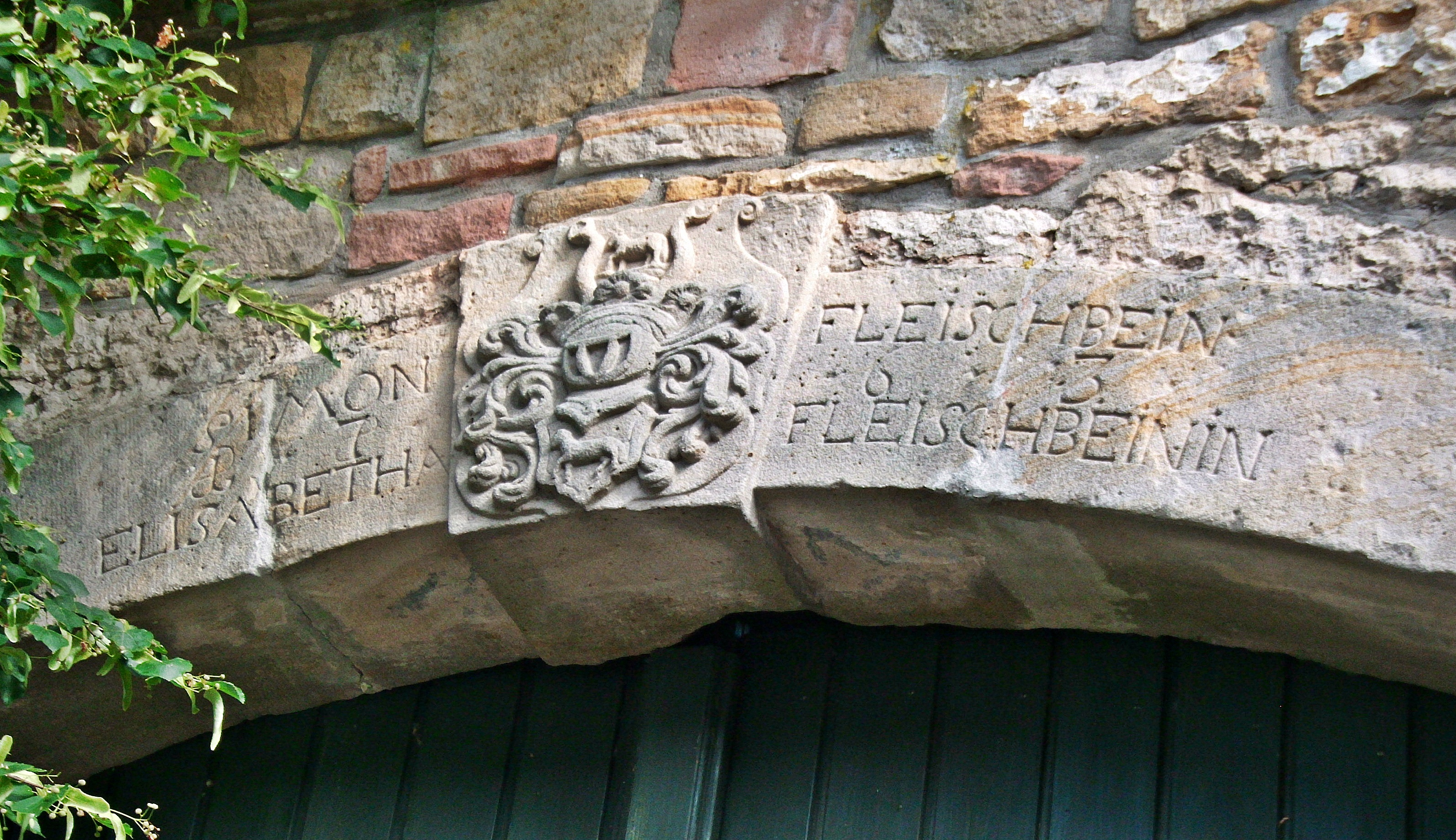
Gleisweiler, Hauptstraße 7, Wappeninschrift der Eltern (1763)
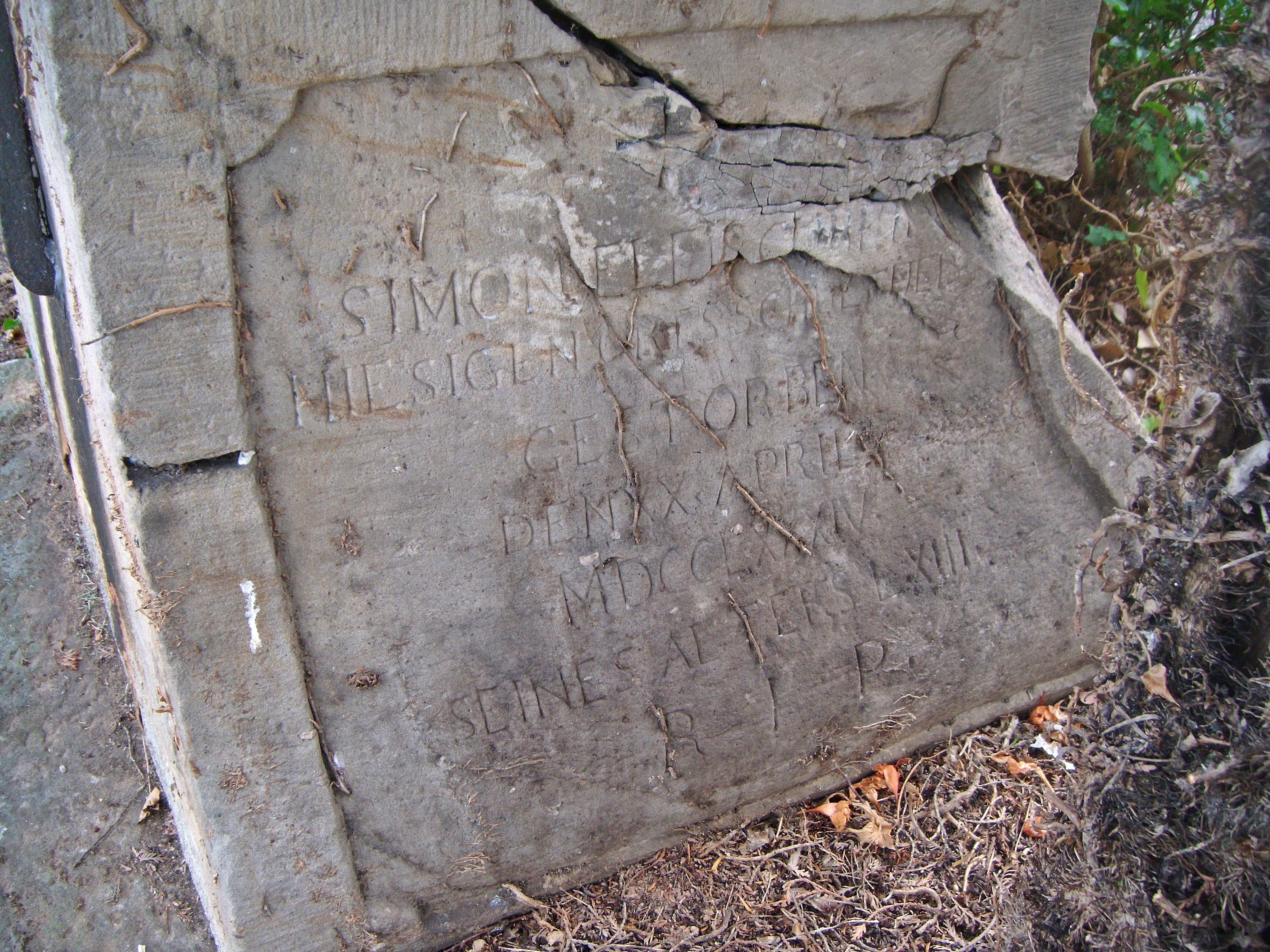
Friedhofskreuz Gleisweiler, Sterbeinschrift für den Vater (1784)